# NGC 5436
NGC 5436 este o galaxie activă situată în constelația Boarul. A fost descoperită în 28 iunie 1883 de către Ernst Wilhelm Tempel. Se află la o distanță de 98,84 de megaparseci de Pământ.